# 盛岡市民歌
「盛岡市民歌」（もりおかしみんか）は、岩手県盛岡市が制定した市民歌である。以下の同名2曲が存在する。
1. 1938年（昭和13年）制定。作詞・高橋康文、作曲・山田耕筰。
2. 1949年（昭和24年）制定。作詞・東山重雄、補作・小田島孤舟、作曲・高田信一。

現在の市民歌は2.である。本項では、盛岡市へ編入された各村の村民歌についても解説する。

## 解説
盛岡市では北田親氏第6代市長の下で1925年（大正14年）9月から「精神作興展覧会」を開催することに合わせて市歌の制定が企画され、歌詞の懸賞募集を実施した。この時の懸賞募集では9月14日に2篇の入選作を発表したが、曲が付けられることは無く未完成に終わっている。

### 初代（1938年）
初代の「盛岡市民歌」は大正期の市歌が未完成に終わった4年後の1929年（昭和4年）、中村謙蔵第8代市長の下で改めて制定が企画された。この時は詩人の土井晩翠や作曲家の山田耕筰らを審査員に迎える予定で諸経費として500円を計上していたが、制定に向けた作業はその後も遅々として進まず、大矢馬太郎第9代市長の就任後に歌詞の懸賞募集を断念し岩手師範学校教諭で戦後に岩手大学図書館長を務めた高橋康文（1894年 - 1970年）へ作詞を依頼することになった。
作曲は当初の計画通りに山田へ依頼され、1938年（昭和14年）5月10日に市制50周年記念の名目で足掛け9年を経てようやく制定をみたが、終戦を挟んで10年余りで2代目の現市民歌へ代替わりしている。

### 現行（1949年）
現行の「盛岡市民歌」は1949年（昭和24年）4月に、盛岡市の市制施行60周年を記念して制定された。制定意義は「県都盛岡市を象徴する新市民歌を募って、これに作曲をして諸儀式・会合などの市民がこれを日常愛唱する生活に資」することとされている。旧市民歌の制定から11年と日が浅かった経緯もあり、制定当初の市勢要覧では区別のため「新盛岡市民歌」の表題が用いられることもあった。
歌詞は盛岡市と新岩手日報社の合同で懸賞募集を実施し、二戸郡鳥海村の村議で合併後に一戸町議会議長を歴任した東山重雄の応募作を入選として歌人の小田島孤舟が補作したものが採用された。作曲は当時、日本交響楽団の指揮者に就いていた高田信一が依頼により行っている。旋律は2010年（平成22年）12月31日に著作権の保護期間を満了した。
制定時、1970年（昭和45年）の第25回岩手国体、そして1985年（昭和60年）と3度にわたりレコードが作成された。IGRいわて銀河鉄道では八戸・目時方面からの盛岡駅到着時の車内アナウンスのチャイムで「盛岡市民歌」を演奏している。

## 旧村民歌
以下は盛岡市へ編入合併された各村の村民歌である。いずれも合併時に「盛岡市の制度に統一する」として、公的には失効・廃止されている。

### 都南村民歌
「都南村民歌」（となんそんみんか）は、1992年（平成4年）に盛岡市へ編入合併された紫波郡都南村の村民歌である。作詞・藤沢康太郎、作曲・野崎哲郎。都南総合支所前に設置された合併記念碑に歌詞の全文が刻まれている。

### 玉山村民歌
「玉山村民歌」（たまやまそんみんか）は、2006年（平成18年）に盛岡市へ編入された岩手郡玉山村の村民歌である。作詞・長沢章、作曲・竹田伊三郎。
制定時に日本放送録音がシングル盤（規格品番：NHR-36）を作成している。編入合併時に旧玉山村が定めた各種のシンボルは村花のスズランのみを「地域のシンボル」として盛岡市に継承することが定められたため、合併と同時に失効・廃止された。